# Landtagswahl in Oberösterreich 2015
- SPÖ: 11
- GRÜNE: 6
- ÖVP: 21
- FPÖ: 18

- SPÖ: 1
- GRÜNE: 1
- ÖVP: 4
- FPÖ: 3

- Regierung: 39
- Opposition: 17

Die Landtagswahl in Oberösterreich 2015 fand am 27. September 2015 gleichzeitig mit den Gemeinderats- und Bürgermeisterwahlen in 442 Gemeinden statt. 1.094.497 Wähler, davon 560.763 Frauen und 533.734 Männer, waren bei den Landtagswahlen wahlberechtigt, 1.155.000 bei den Gemeinderats- und Bürgermeisterwahlen.

## Ausgangslage
Seit der Wahl 2003 regiert in Oberösterreich eine schwarz-grüne Koalition. Bei den letzten Landtagswahlen im Jahr 2009 verlor die SPÖ sehr deutlich (−13,4 Prozentpunkte) und kam auf das schlechteste Ergebnis bei Landtagswahlen in Oberösterreich in der Zweiten Republik. Die FPÖ erhielt 6,9 Prozentpunkte mehr, die ÖVP 3,4 Prozentpunkte mehr und die Grünen 0,1 Prozentpunkte mehr; die beiden letzteren setzten ihre Zusammenarbeit fort.
Josef Pühringer, Landeshauptmann von Oberösterreich seit März 1995, kündigte vor der Wahl 2015 an, auch bei großen Verlusten nicht zurückzutreten; er wolle Landeshauptmann bleiben.

## Kandidierende Parteien
Folgende sieben Parteien traten zur Wahl an:
- Liste Landeshauptmann Dr. Josef Pühringer – ÖVP (ÖVP)
- Sozialdemokratische Partei Österreichs (SPÖ)
- Freiheitliche Partei Österreichs (FPÖ)
- Die Grünen Oberösterreich (GRÜNE)
- Neos – Das Neue Österreich (NEOS)
- Christliche Partei Österreichs (CPÖ)
- Kommunistische Partei Österreichs und unabhängige Linke (KPÖ)

## Umfragen
Auf die Frage, welche Partei die Oberösterreicher wählen würden, wäre am kommenden Sonntag Landtagswahl, antworteten die Befragten wie folgt:

### Sonntagsfrage
(Hinweis: Die statistische Schwankungsbreite (Abweichung) beträgt zwischen 3 und 5 Prozent.)
| Institut        | Datum      | ÖVP   | SPÖ   | FPÖ   | GRÜNE | NEOS | Sonstige |
| --------------- | ---------- | ----- | ----- | ----- | ----- | ---- | -------- |
| OGM             | 20.09.2015 | 36,5  | 17,5  | 31,5  | 9,5   | 2,5  | 2,5      |
| Gallup          | 19.09.2015 | 37    | 19    | 29    | 10    | 3    | 2        |
| GMK             | 17.09.2015 | 37    | 18    | 28    | 11    | 4    | 2        |
| Market          | 14.09.2015 | 40    | 19    | 26    | 10    | 4    | 1        |
| Spectra         | 12.09.2015 | 39    | 19    | 25    | 10    | 4    | 3        |
| Unique Research | 07.09.2015 | 38    | 18    | 27    | 12    | 4    | 1        |
| IMAS            | 04.09.2015 | 40    | 20    | 25    | 9     | 4    | 2        |
| M & R           | 31.08.2015 | 39    | 20    | 28    | 10    | 3    | n. a.    |
| Gallup          | 22.08.2015 | 38    | 20    | 26    | 10    | 4    | 2        |
| M & R           | 04.08.2015 | 39–40 | 20–21 | 24–25 | 11–12 | 2–3  | n. a.    |
| IMAS            | 05.07.2015 | 40    | 18    | 25    | 9     | 4    | 4        |
| GMK             | 02.07.2015 | 39    | 20    | 26    | 11    | 2    | 2        |
| Spectra         | 27.06.2015 | 39    | 19    | 23    | 11    | 4    | 4        |
| M & R           | 17.06.2015 | 39    | 21    | 25    | 12    | 2    | n. a.    |
| GMK             | 29.04.2015 | 40    | 21    | 21    | 12    | 4    | 2        |
| IMAS            | 13.04.2015 | 42–44 | 21–23 | 17–19 | 9–11  | 4–5  | n. a.    |
| M & R           | 07.04.2015 | 42    | 23    | 18    | 12    | 3    | 2        |
| Spectra         | 04.04.2015 | 42    | 20    | 20    | 11    | 4    | 3        |
| meinungsraum.at | 08.01.2015 | 41    | 19    | 19    | 13    | 6    | 2        |

## Wahlergebnis

### Endgültiges Wahlergebnis

Mehrheiten nach Gemeinden. In den schraffiert dargestellten Gemeinden Fraham, Kopfing und St. Georgen liegen ÖVP und FPÖ gleichauf.

Die Wahlbeteiligung war mit 81,63 Prozent höher als bei der Landtagswahl im Jahr 2009 (mit 80,34 Prozent).
| Partei            | Partei            | Ergebnisse 2015 | Ergebnisse 2015         | Ergebnisse 2015 | Ergebnisse 2009 | Ergebnisse 2009         | Ergebnisse 2009 | Differenzen | Differenzen             | Differenzen |
| Partei            | Partei            | Stimmen         | Wähleranteil in Prozent | Mandate         | Stimmen         | Wähleranteil in Prozent | Mandate         | Stimmen     | Wähleranteil in Prozent | Mandate     |
| ----------------- | ----------------- | --------------- | ----------------------- | --------------- | --------------- | ----------------------- | --------------- | ----------- | ----------------------- | ----------- |
| Stimmen Gesamt    | Stimmen Gesamt    | 893.485         | 81,63                   |                 | 872.796         | 80,35                   |                 | +20.689     | +1,28                   |             |
| Ungültige Stimmen | Ungültige Stimmen | 23.930          |                         |                 | 16.569          |                         |                 | +7.361      |                         |             |
| Gültige Stimmen   | Gültige Stimmen   | 869.555         | 97,23                   |                 | 856.227         | 98,10                   |                 | +13.328     | −0,87                   |             |
|                   | ÖVP               | 316.290         | 36,37                   | 21              | 400.365         | 46,76                   | 28              | −84.075     | −10,39                  | −7          |
|                   | FPÖ               | 263.985         | 30,36                   | 18              | 130.937         | 15,29                   | 9               | +133.048    | +15,07                  | +9          |
|                   | SPÖ               | 159.753         | 18,37                   | 11              | 213.555         | 24,94                   | 14              | −53.802     | −6,57                   | −3          |
|                   | GRÜNE             | 89.703          | 10,32                   | 6               | 78.569          | 9,18                    | 5               | +11.134     | +1,14                   | +1          |
|                   | NEOS              | 30.201          | 3,47                    | 0               | n. k.           |                         |                 | +30.201     | +3,47                   |             |
|                   | KPÖ               | 6.512           | 0,75                    | 0               | 4.812           | 0,56                    | 0               | +1.700      | +0,19                   |             |
|                   | CPÖ (vormals DC)  | 3.111           | 0,36                    | 0               | 3.721           | 0,43                    | 0               | −610        | −0,07                   |             |
|                   | BZÖ               | n. k.           |                         |                 | 24.268          | 2,83                    | 0               | −24.268     | −2,83                   |             |

Es sind also alle bisher vertretenen Parteien (ÖVP, SPÖ, FPÖ und Grüne) weiterhin im Landtag vertreten. NEOS, KPÖ und CPÖ schafften den Einzug in den Landtag nicht. Es kam aber zu erheblichen Mandatsverschiebungen: Während ÖVP und SPÖ stark an Stimmen einbüßten, verdoppelte die FPÖ ihren Stimmen- und Mandatsanteil. Auch die Grünen legten leicht zu.

## Situation nach der Wahl
Landeshauptmann Pühringer führte am 30. September drei Gespräche mit den Spitzenkandidaten der drei stimmanteilsnächsten Fraktionen: zunächst mit Entholzer (SPÖ), folglich mit Haimbuchner (FPÖ) und Anschober (GRÜNE). Über die Ergebnisse wurde Stillschweigen vereinbart. Pühringer sieht mehrere Modelle, schließt aber eine Regierungskoalition von Schwarz-Grün mit bloßer Sitzmehrheit (5) in der Proporz-Regierung, jedoch mit einer Minderheit im Landtag aus. Die Grünen bewerben eine breite Koalition von ÖVP, SPÖ und GRÜNEN.
Am 21. Oktober 2015 erteilte der ÖVP-Landesvorstand Landeshauptmann Pühringer die Vollmacht, eine Koalition zwischen ÖVP und FPÖ fertig zu verhandeln und abzuschließen. Zugleich erfolgten Abstimmungen über die Besetzung der Regierungssitze der ÖVP. Einstimmig wurde Pühringer als Landeshauptmann bestätigt und neu der bisherige Klubobmann Thomas Stelzer als Landeshauptmann-Stellvertreter designiert. Nach geheimer Wahl verbleiben Agrarlandesrat Maximilian Hiegelsberger und Wirtschaftslandesrat Michael Strugl in der Regierung während Doris Hummer ausscheiden muss.
Während Bundeskanzler und SPÖ-Vorsitzender Werner Faymann die FPÖ-Landesregierungsbeteiligung ablehnte, sprach sich Vizekanzler und ÖVP-Obmann Reinhold Mitterlehner aus demokratiepolitischen und praktischen Überlegungen für diese aus. Eine Auswirkung auf die Bundesebene wurde von beiden verneint.
Die in Folge gebildete Landesregierung Pühringer V wurde am 23. Oktober 2015 vom Oberösterreichischen Landtag gewählt und angelobt.